# Thecabius cerastii
Thecabius cerastii är en insektsart som först beskrevs av Carl Julius Bernhard Börner 1950.  Thecabius cerastii ingår i släktet Thecabius och familjen långrörsbladlöss. Inga underarter finns listade i Catalogue of Life.